# مونته‌زجاله
مونته‌زجاله (به ایتالیایی: Montesegale) یک کومونه در ایتالیا است که در استان پاویا واقع شده‌است. مونته‌زجاله ۱۴٫۸ کیلومترمربع مساحت و ۳۱۵ نفر جمعیت دارد.

## خواهرخوانده
شهر Valbelle خواهرخواندهٔ مونته‌زجاله هست.